# Віктор Понта
Віктор Понта (рум. Victor-Viorel Ponta; нар. 20 вересня 1972, Бухарест) — румунський державний і політичний діяч, з лютого 2010 року голова Соціал-демократичної партії, депутат від жудеця Горж з 2004 року. З 2008 року по 2009 міністр по зв'язкам із парламентом. Як лідер Соціал-ліберального союзу (назва правлячої коаліції), 27 квітня 2012 року висунутий президентом Траяном Бесеску на посаду прем'єр-міністра Румунії. 7 травня 2012 уряд Віктора Понти був затверджений парламентом Румунії.

## Біографія
Закінчив юридичний факультет Бухарестського університету в 1995 році. З 1995 по 1998 рік працював прокурором в першому адміністративному секторі Бухареста. З 1998 по 2000 рік був прокурором у Верховному суді Румунії, займаючись антикорупційною діяльністю.

### Політична діяльність
У 2004 році обраний до Палати депутатів від жудеця Горж, в 2008 році був переобраний. З 2006 віце-голова постійного бюро Палати депутатів Парламенту Румунії. З 22 грудня 2008 року по 1 жовтня 2009 був міністром зі зв'язків з парламентом в уряді Еміля Бока.
Голова Соціал-демократичної партії з лютого 2010 року (віце-голова з 2003 р.). У березні 2011 року Понта звинуватив президента країни Траяна Бесеску в зраді інтересів країни після того, як у 2004 році Бесеску допоміг піти від відповідальності американському піхотинцеві, що став винуватцем загибелі відомого румунського рок-музиканта Теофіла Петера. Трохи пізніше він оголосив Бесеску та угорського прем'єр-міністра Віктора Орбана ворогами Румунії після заяв щодо Трансільванії і прав угорців в Румунії.
27 квітня 2012 був висунутий на посаду прем'єр-міністра Румунії президентом Траяном Бесеску. 7 травня 2012 був затверджений на посаді прем'єр-міністра Румунії. Був одним з наймолодших з діючих керівників держав світу.
21 грудня 2012 в ході минулих в країні парламентських виборів перезатверджений на посаді прем'єр-міністра.
Прем'єр-міністр Румунії Віктор Понта подав у відставку після масових протестів, які викликала пожежа у нічному клубі в Бухаресті 31 жовтня 2015, коли загинуло 60 людей.

### Наукова діяльність
У 2000 році отримав ступінь магістра в галузі міжнародного кримінального права в Катанійському університеті, в 2002 році — Національному університеті оборони, в 2003 році — ступінь доктора кримінального права в Бухарестському університеті. Є автором кількох книг в своїй області, в тому числі про Міжнародному кримінальному суді.

#### Скандал з плагіатом
У 2003 році Віктор Понта захистив дисертацію з права (PhD) в Університеті Бухареста, текст якої видав в 2004 спочатку трьома частинами в статтях, потім окремою монографією, а в 2010 вона стала основою для книги, у якій йдеться про міжнародне гуманітарне право.
Як повідомив престижний науковий журнал «Nature», дослідження 432-сторінкової докторській дисертації пана Понти виявило, що більша її частина складається зі скопійованих чужих текстів без посилання на джерела. Як повідомили у «Nature», анонім показав журналу документи, з яких видно, що основні частини дисертації, присвячені роботі Міжнародного кримінального суду, «ідентичні» роботам інших докторантів. А колишнього аспіранта Понти, Даніеля Комана, прямо називають «співавтором» книги.
Істотні частини тексту дисертації здаються однаковими, або майже такими як і тексти монографії румунських вчених Думітру Диякону і Василе Крецу. Дисертація має також прямі переклади румунською з виданої англійською книги відомого вченого-правника Йона Диякону.
«Докази плагіату є пригнічуючі» — заявив Маріус Андрух, професор хімії Бухарестського університету і президент румунського ради по визнанню університетських дипломів.
На прохання журналу Nature «прокоментувати ці звинувачення» Понта не відповів, а з Д.Команом журналу встановити зв'язок не вдалося. Пізніше румунський прем'єр, в свою чергою, назвав ці звинувачення «політично мотивованими». На його думку, за цим стоїть президент країни Траян Бесеску. Також Понта заявив, що готовий надати дисертацію на перевірку, і якщо комісія Міносвіти визнає факт плагіату, він «відмовиться від докторського звання». «Я не помішаний на наукових званнях, мені вони байдужі… Але якщо помилка буде визнана, я готовий за неї заплатити» — заявив він під час телеконференції. Він також додав, що у відставку з поста прем'єра йти не збирається-

## Приватне життя
Віктор Понта одружений з Дачіаною Сирбу, румунським європарламентарем від Соціал-демократичної партії. Має двох дітей: одного від Дачіани Сирбу, а одного від попереднього шлюбу з Роксаною Понта (розлучились у 2006 році).

## Публікації
- Curtea Penală Internaţională. — Bucureşti: Lumina Lex, 2004. — 424 S. ISBN 973-588-793-2

## Виноски
1. ↑  Новим прем'єр-міністром Румунії став лідер румунської опозиції Віктор Понта. Архів оригіналу за 3 січня 2014. Процитовано 15 травня 2012.
2. ↑  Парламент Румунії затвердив склад нового уряду. Архів оригіналу за 3 січня 2014. Процитовано 15 травня 2012.
3. ↑  Прем'єр Румунії Понта йде у відставку після протестів. Архів оригіналу за 31 січня 2016. Процитовано 23 листопада 2015.
4. ↑  Nature: Romanian prime minister accused of plagiarism [Архівовано 28 червня 2012 у Wayback Machine.], 18 June 2012(англ.)
5. ↑  BBC: Прем'єр Румунії відкидає звинувачення в плагіаті [Архівовано 20 червня 2012 у Wayback Machine.] (укр.)
6. ↑  BBC: Romanian PM Victor Ponta rejects plagiarism claim [Архівовано 22 червня 2012 у Wayback Machine.] (англ.)